# Johannes Heesters
Johannes "Jopie" Heesters, född Johannes Marius Nicolaas Heesters 5 december 1903 i Amersfoort, död 24 december 2011 i Starnberg, Bayern, var en nederländsk skådespelare och sångare. Han var världens äldste aktive skådespelare med sina 108 år. Den 4 december 2010, dagen före sin 107-årsdag, slutade han röka. Detta för att hans 61-åriga hustru ska få behålla honom så länge som möjligt, sade han till nyheterna. Heesters avled, efter en kort tids sjukdom, den 24 december 2011.

## Biografi
Johannes Heesters tog vid 16 års ålder beslutet att bli skådespelare. Han gick en sång- och skådespelarutbildning och 1921 hade han sitt första scenframträdande. 1924 medverkande han för första gången i en film. 1930 gifte han sig med Louisa Ghijs. 1936 flyttade Heesters till Berlin där han medverkande ett antal operettfilmer och musikalfilmer. Det var också här han fick smeknamnet "Jopie" och han hade en framgångsrik karriär. Hans verkan i Nazityskland har kommit att bli omdiskuterad, inte minst i hemlandet Nederländerna när landet ockuperades av Wehrmacht.  Hans filmer som gjorts i Nazityskland kom inte att klassas som nazistpropaganda efter kriget av de allierades kontrollråd. Heesters fortsatte karriären som sångare i Wien, München och Berlin. Under 1960- och 1970-talet fortsatte karriären med TV-filmer, teaterpjäser och TV-shower. 

## Bilder
|                   |
| Heesters som ung. |

|                         |
| Johannes Heesters 2006. |